# Xã Englewood, Quận Perkins, South Dakota
Xã Englewood (tiếng Anh: Englewood Township) là một xã thuộc quận Perkins, tiểu bang Nam Dakota, Hoa Kỳ. Năm 2010, dân số của xã này là 24 người.